# عادت حليمة إلى عادتها القديمة

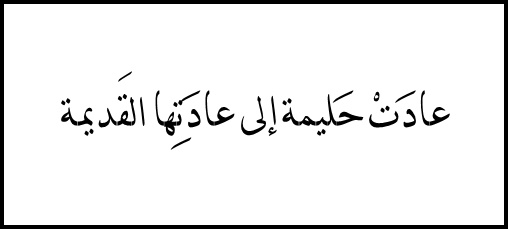
عبارة «عادَتْ حَليمة إلى عادَتِها القَديمة»

عادَتْ حَليمة إلى عادَتِها القَديمة هو أحد الأمثال العربية الشهيرة، والذي بقي إلى الوقت الحاضر، ويُضرب في الشخص الذي يعود إلى عملٍ بعد أن قرر التوقف عنه، أو لمن أقلع عن عادة سيئة ثم عاد إليها. هذا المثل منتشر في جميع الدول العربية، مع تغييراتٍ طفيفةٍ على صيغته، كما أنه مُستعمل في العديد من المؤلفات.

## المثل
يُذكر هذا المثل في «معجم الاستشهادات الموسع» تحت باب «العود/العودة». ورد في «معجم كنوز الأمثال والحكم العربية» على صيغة «رَجَعَتْ حَلِيمَة لِعادَتِها القَديمة»، ويذكر بأنه «لا يزال هذا المثل العامّي القديم شائعًا بين العامّة في عصرنا هذا». يرد المثل في كتاب «أمثال دمشق الشعبية» باللهجة العامية «رجعت حليمة لعادتها الأديمة» موضحًا «رجعت حليمة لعادتها الأديمة (رجعت حليمة لعادتها القديمة) العادة قيدٌ غلاب. قد يقلع المرء عن عادة سيئة كالتدخين. وقد تنتصر العادة السيئة على إرادته فيتخاذل ويعود سيرته الأولى».
حسب كتاب «1000 مثل ومثل» بأنَّ المثل حُرف في مصر فأصبح «رجعت رِيمة لعادِتها القديمة»، كما يذكر الكتاب «مثل مشهور ومتداول، وله قصة شهيرة، ويدعو للحث على عدم العودة والرجوع إلى العادات والتقاليد السيئة». كما يذكرُ كتاب «موسوعة الأمثال الشعبية المصرية» ثلاث صيغٍ للمثل، وهي «رجعت رِيمة لعادِتها القديمة»، «رجعت حليمة لعادِتها القديمة»، «رجعت سليمة لعادِتها القديمة»، ويوضّح «ريمة: ربما كانت اسم أنثى وربما كانت للسجع، وفي معناه «أنَّ الطبع يغلب التطبع»، وأنَّ الإنسان إذا حاول أن يغير من طباعه، فإنه لا يستطيع».
يذكر كتاب «Idioms and Idiomatic Expressions in Levantine Arabic» بأنَّ هذا المثل يُقابله (بالإنجليزية: old habits die hard)‏، كما ذكر مثالًا عليه باللهجة الأردنية: «انوار: جدتي مغلبيتنا! بظل ظهرها يوجعها! أخذناها على الدكتور وأعطاها دوا وقالها لازم تلتزمي فيه وتوخذيه على الموعد! بس الجدة ما بترد بتظل تروح على هذول الدجالين اللي بعطوها أعشاب ابصر من وين بجيبوها وهي مصدقيتهم أكثر من الدكاترة! ايمان: يعني ما فادتكو روحة الدكتور! بعدها مصرّة على العلاج بالطب الشعبي! انور: منا بقلّك رجعت حليمة لعادتها القديمة! جدتي عايشة على الخرافات وبتصدق الدجالين!».
حسب «مجلة التراث الشعبي» فإنَّ هذا المثل «يقابله المثل الشعبي العراقي: رجعت حليمة على عادتها القديمة (الحنفي/862) ويضرب في الشخص يعود إلى عادات مستقبحة كان قد أقلع عنها». يذكر كتاب «الجامع في الأمثال العامية الفلسطينية» بأنَّ «« حليمة»: اسمٌ يضرب لمن يقلع عما تعوده، أو يظهر الإقلاع عنه ثم يعود إليه. والغالب ضربه في العادات المذمومة». يذكر كتاب «النسبية والشعر في الزمان والمكان» «رجعت حليمة لعادتها القديمة. يضرب لمن يرجع إلى عادة سوء تركها. وجاء في الذكر الحكيم في المعنى ذاته : "وَلَوْ رُدُّوا لَعَادُوا لِمَا نُهُوا عَنْهُ (الأنعام 28)"».

## القصة
تُوجد عدة رواياتٍ لأصل هذا المثل، ومنها ما ورد في هامش كتاب «ثمرات الأوراق» لابن حجة الحموي: حليمة هذه هي حليمة الزنارية، بغيٌّ عاشت في قاهرة المعز إبان العصر الأيوبي، وكأن الجند والفلاحين وصغار الكسبة كانوا يأتونها للفاحشة، ثم تاب الله عليها  ولبست الصوف وتسلحت بمسبحة أم تسعة وتسعين حبة من أجل الورد والأذكار بين قيام الليل ونوافل النهار بعد أن كسرت الطنبور والربط وآلة النبيذ. ويبدو أن توبة حليمة وتقاها لم يدوم طويلاً، ففي أحد أيام الربيع الجميلة تحرك عرق الدمن في تلك الخضراء فتجمرت وتعطرت وتبخرت ولبست أفخر ثيابها ثم أسفرت لتعود للجلوس إلى شلة جلد عميرة كما كانت تفعل أيام عزها، فقال الناس: رجعت حليمة لعادتها القديمة.[بحاجة لرقم الصفحة]
من الروايات الأخرى حسب كتاب «لئلا تضيع» بأنَّ حليمة هي زوجة حاتم الطائي الذي اشتهر بالكرم كما اشتهرت بالبخل، فكانت إذا أرادت أن تضع سمنًا في الطبخ، ارتجفت الملعقة في يدها، فأراد حاتم أن يعلمها الكرم، فقال لها: إنَّ الأقدمين كانوا يقولون أنَّ المرأة كلما وضعت ملعقةً من السمن في الطبخ زاد الله بعمرها يومًا، فأخذت حليمة تزيد ملاعق السمن في الطبخ، حتى صار طعامها طيبًا وتعودت على الكرم والسخاء، ولكن لما مات ابنها الوحيد الذي كانت تحبه، جزعت حتى تمنت الموت، وأخذت لذلك تقلل من وضع السمن في الطبخ حتى ينقص من عمرها وتموت، فقال الناس: «عادت حليمة إلى عادتها القديمة».
يذكر كتاب «الأمثلة البيروتية في سياق الأمثلة اللبنانية» أنَّ قصة المثل بأنه «كانت حليمة امرأة طيبة القلب ولكنها كسولة وقليلة الهامة، وكان زوجها يحضها على العمل فكانت تستجيب إلى طلبه ثم يعاودها الكسل ولما تكرر إهمالها وتكرر طلبه إليها من أجل أن تقلع عن كسلها قال ذات مرة: عادت حليمه لعادتها القديمة».